# Vojnův Městec
Vojnův Městec (deutsch Münchsberg, auch Wojnomiestetz) ist ein Flecken in Tschechien. Er liegt zehn Kilometer südlich von Hlinsko am Městecký potok und gehört zum Okres Žďár nad Sázavou.

## Geographie
Vojnův Městec befindet sich am südwestlichen Rand der Saarer Berge am Übergang zur Böhmisch-Mährischen Höhe im Tal des Městecký potok. Nördlich erheben sich die Hügel Suchý kopec (683 m) und Za Kouty (712 m), östlich der Kamenný vrch (802 m), im Westen liegt der von der Doubrava gespeiste Teich Řeka. Durch Vojnův Městec führt die Staatsstraße 37 zwischen Žďár nad Sázavou und Ždírec nad Doubravou.
Nachbarorte sind Košinov im Norden, Nová Huť im Osten, Borky im Südosten, Radostín im Süden, Hluboká im Südwesten, Staré Ransko im Westen sowie Krucemburk im Nordwesten.

## Geschichte
Der Ort wurde 1293, nach seinem Besitzer Heinrich von Lichtenburg als Heinrichsdorf bezeichnet, erstmals urkundlich erwähnt und unterstand der Obergerichtsbarkeit des Zisterzienserklosters Saar. Seit 1357 war der Name Münprech, der in lateinischen Schriften auch als Munchspelk, Muensperch zu finden ist, gebräuchlich und der Ort an der "via Lubetina", einer alten Verbindung von Böhmen über Libice nad Doubravou nach Mähren, wurde als Markt bezeichnet.
Zu Beginn des 15. Jahrhunderts besaß die Familie Woyna von Stettin, die sich später Vojna von Městec nannte, das Gut. Sitz der Herrschaft war eine Feste, die zuletzt durch Jan Vojna bewohnt und danach aufgegeben wurde und schließlich völlig verschwand. Nach 1430 entstand so nach den vormaligen Besitzern die Bezeichnung Vojnův Městec. 1557 verkaufte der Saarer Abt Benedikt das Städtchen Vojnův Městec mit einem Freigericht, einer Feste, einem Hof und einem Vorwerk für 20 Schock Böhmische Groschen an Niklas von Buchow. Dessen Sohn Zbynek veräußerte das Gut für 500 Dukaten an Johann Boček von Kunstadt auf Polná, von dem es das Stift Saar 1493 für dieselbe Summe zurück erwarb. Zu Beginn des 17. Jahrhunderts ging das Gut Vojnův Městec an das Bistum Olmütz über, 1638 kaufte es der Abt des wiedererrichteten Stiftes Saar zurück.
Die Lage an der wichtigen Verbindungsstraße führte in Kriegszeiten zu Truppendurchzügen. 1643 fielen die Schweden ein und 1805 waren es die Franzosen. Nach der Aufhebung des Stiftes Saar fielen dessen Güter 1784 dem Religionsfonds zu. Kaiser Joseph II. erteilte dem Städtchen 1786 das Privileg vier Jahrmärkte. Zu Beginn des 19. Jahrhunderts entstand in den Wäldern am Westhang des Steinberges (Kamenný vrch) eine Glashütte und Ansiedlung der Glasmacher, aus der der Ortsteil Nová Huť hervorging.
1826 erwarb der böhmische Oberstmarschall Josef Wratislaw von Mitrowitz die Kameralgüter Saar und Wognomiestetz. Nachfolgender Besitzer war Franz Joseph von Dietrichstein, der das Gut Wognomiestetz mit seiner Herrschaft Polna samt Přibislau, Gitkau und Kreuzberg verband. Die Glashütte ließ er zugunsten des Eisenwerkes Pelles stilllegen.
Im Jahre 1840 bestand das im äußersten Südosten des Časlauer Kreises an der Grenze zu Mähren gelegene Allodialgut Wognomiestetz aus dem gleichnamigen Städtchen sowie den Dörfern Radostin, Libinsdorf, Skrdlowitz, Swietinow, Stržanau (Stržanov) und Pelles. Amtssitz war Přibislau.
Auf dem Gutsbezirk lebten 5094 überwiegend tschechischsprachige Menschen. Haupterwerbsquellen bildeten der Feldbau und die Viehzucht, Tagelöhnerei in Forst- und Landwirtschaft sowie Fuhrdienste und etwas Garnbleicherei. Die landwirtschaftliche Nutzfläche umfasste 11196 Joch 190 Quadratklafter, davon knapp 4688 Joch Wald. Dieser wurde in drei Forstrevieren – dem Wognomiestetzer, dem Radostiner und dem Pelleser Revier – bewirtschaftet. Die drei Meierhöfe waren emphyteutisiert. Das bedeutendste Unternehmen war das herrschaftliche Eisenwerk zu Pelles mit 236 Beschäftigten. Der Markt Wognomiestetz bzw. Wogno-Městec, auch Woynow genannt, bestand aus 156 Häusern, in denen 1084 Personen lebten. Unter dem Patronat der Obrigkeit standen die Pfarrkirche des hl. Apostels Andreas und die Schule. Außerdem gab es im Ort ein Wirtshaus, drei Mühlen und eine Brettsäge. Nach Wognomiestetz konskribiert war auch die im Wald gelegene und aus acht Dominikalhäusern bestehende Siedlung Glashütte. Wognomiestetz war Pfarrort für Radostin, Skrdlowitz und Libinsdorf.
Nach der Aufhebung der Patrimonialherrschaften bildete Vojnův Městec ab 1850 mit dem Ortsteil Nová Huť/Glashütte eine Marktgemeinde im Gerichtsbezirk Přibyslau. Ab 1868 gehörte der Markt zum Bezirk Polna und ab 1884 zum Bezirk Chotěboř. 1930 entstand die Waldarbeitersiedlung Borky. Sie war Endpunkt einer schmalspurigen Waldeisenbahn, die von Cikháj herführte. In den Holzhäusern waren ruthenische Forstarbeiter aus Karpatenrussland untergebracht, die fünf Jahre lang die Schäden der Schneesturmkatastrophe von 1930 in den Saarer Bergen beseitigten. In Nová Huť organisierte sich während des Zweiten Weltkrieges im Winter 1944/45 die Jan-Hus-Partisanenbrigade. Im Zuge der Gebietsreform von 1949 und der Aufhebung des Okres Chotěboř wurde Vojnův Městec dem Okres Žďár nad Sázavou zugeordnet. 1950 wurde Vojnův Městec zum Dorf herabgestuft und am 23. Januar 2007 erhielt es seinen Status als Městys (Flecken) zurück.

## Ortsgliederung
Der Flecken Vojnův Městec besteht aus den Ortsteilen Nová Huť (Glashütte) und Vojnův Městec (Münchsberg) sowie dem Weiler Borky.

## Sehenswürdigkeiten

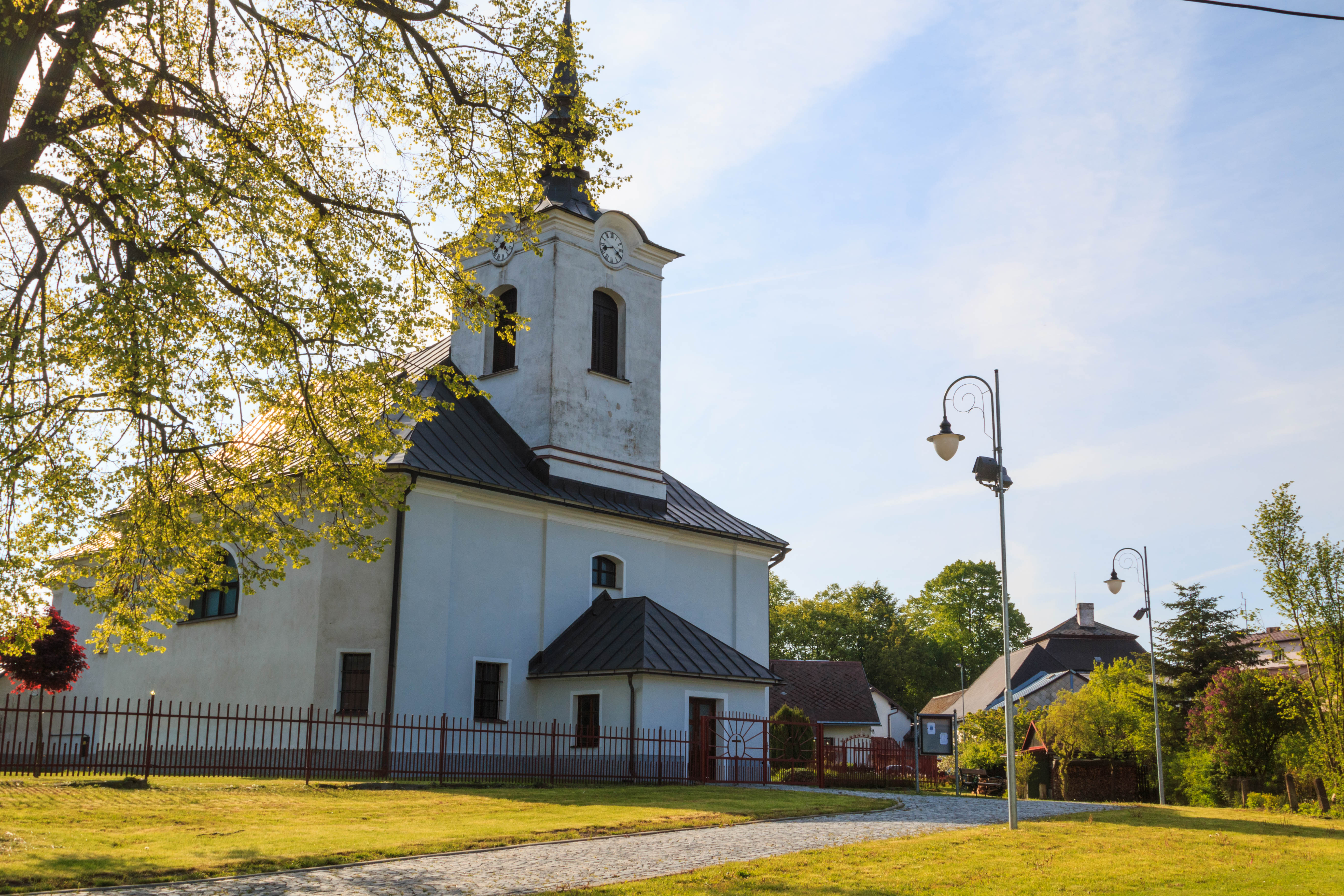
Kirche St. Andreas

- Kirche St. Andreas, sie entstand 1770 anstelle einer seit 1358 nachweisbaren Kapelle und wurde 1791 in die heutige Gestalt umgebaut
- Friedhofskapelle des Hl. Antonius, erbaut 1885
- Statue des Hl. Johannes von Nepomuk, 1732 geschaffen
- quadratischer Marktplatz
- Němečkův hostinec am Markt, die fürstliche Herberge diente als Gerichtskretscham und Residenz der Zisterzienserklosters Žďár, ihre heutige Form entstand im 18. Jahrhundert und wird dem Baumeister Johann Blasius Santini-Aichl zugeschrieben.
- Gedenkstein für den 1822 durch den Schießunfall getöteten Glasarbeiter Peter Aschenbrenner an der Hüttenstraße
- Weihnachtskrippe "Betlém", aufgestellt im Jahre 2001

## Söhne und Töchter des Ortes
- Antonín Javůrka (1834–1887), Dirigent und Komponist
- Norbert Javůrek (1839–1880), patriotischer Liederdichter
- Jaroslav Opat (* 1924), tschechischer Philosoph und Autor
- Jaroslav Jiřík (1939–2011), tschechoslowakischer Eishockeyspieler und olympischer Silbermedaillengewinner von 1968
- Bohumil Kasal (* 1956), Wissenschaftler, Professor an Pennsylvania State University, Institutsleiter, Fraunhofer-Gesellschaft